# اريك إس. إيدلمان
اريك إس. إيدلمان (بالإنجليزية: Eric S. Edelman)‏ هو دبلوماسي أمريكي، ولد في 1951 في بالتيمور في الولايات المتحدة.

## وصلات خارجية
- اريك إس. إيدلمان على موقع إن إن دي بي (الإنجليزية)